# Regionalbahn
Regionalbahn (ancienne orthographe : RegionalBahn ; abrégé RB)  est en Allemagne un train omnibus régional. 

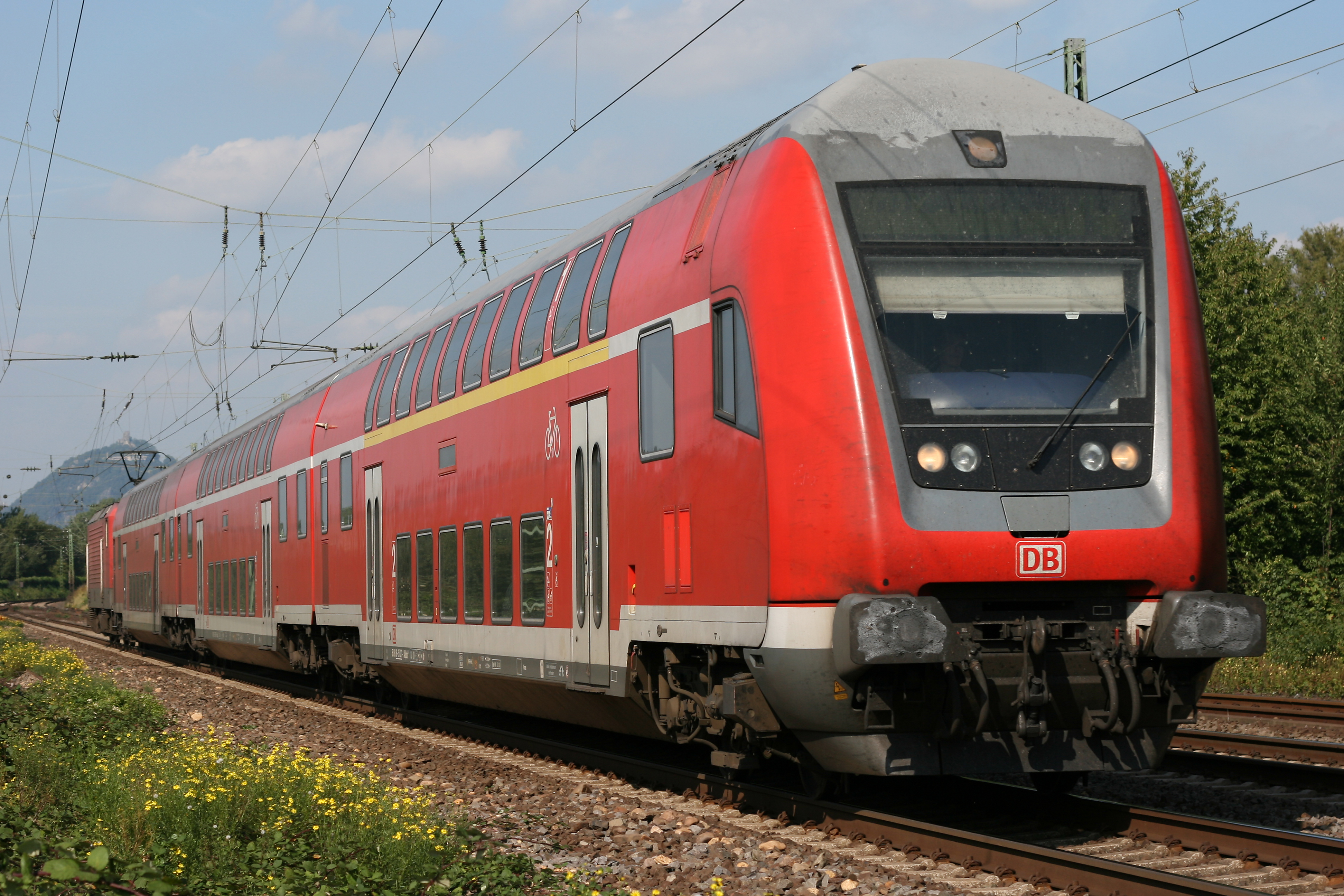
RB 27 sur la ligne du Rhin près de Unkel

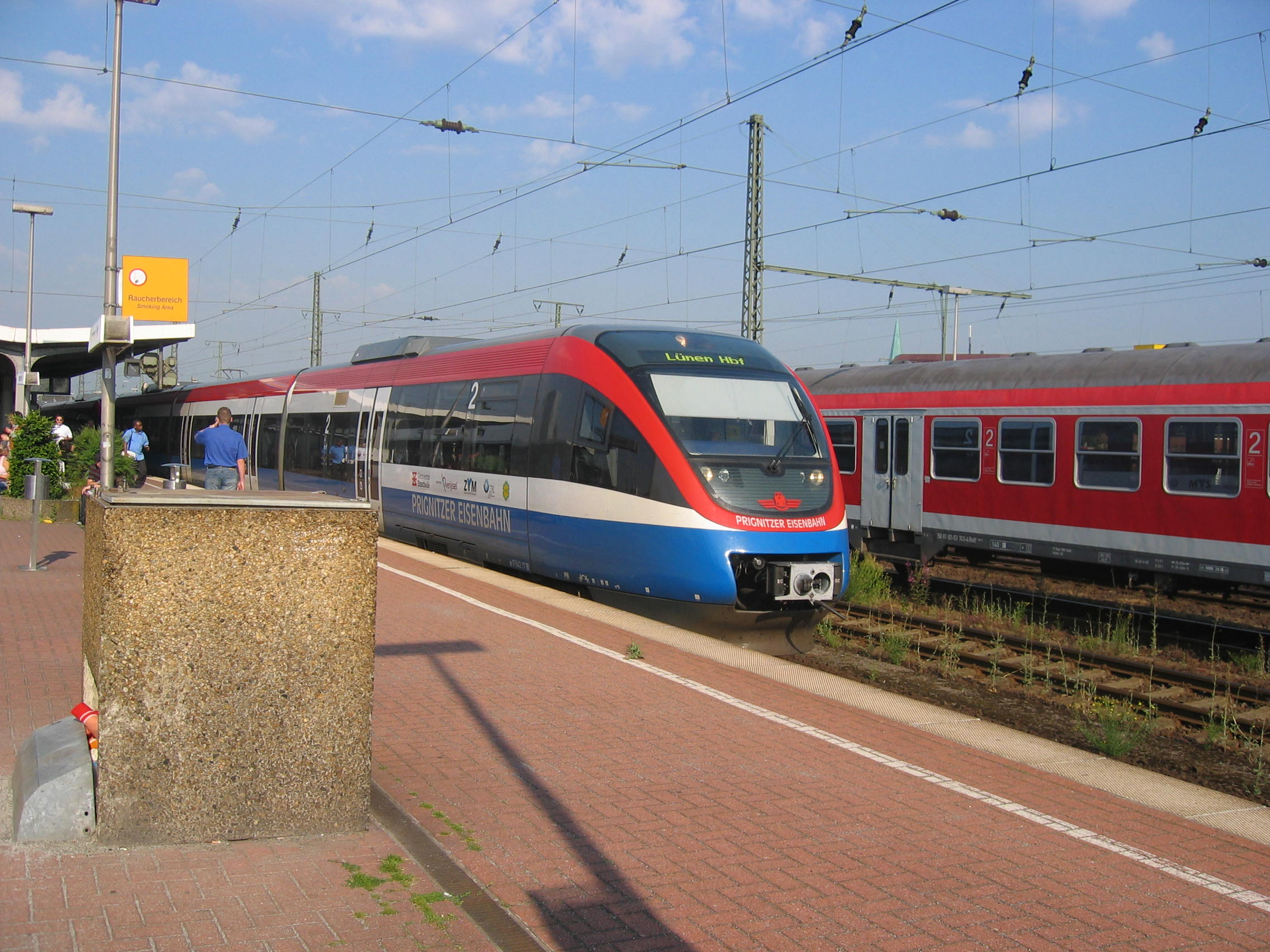
RB 51 de la Prignitzer Eisenbahn en gare de Dortmund

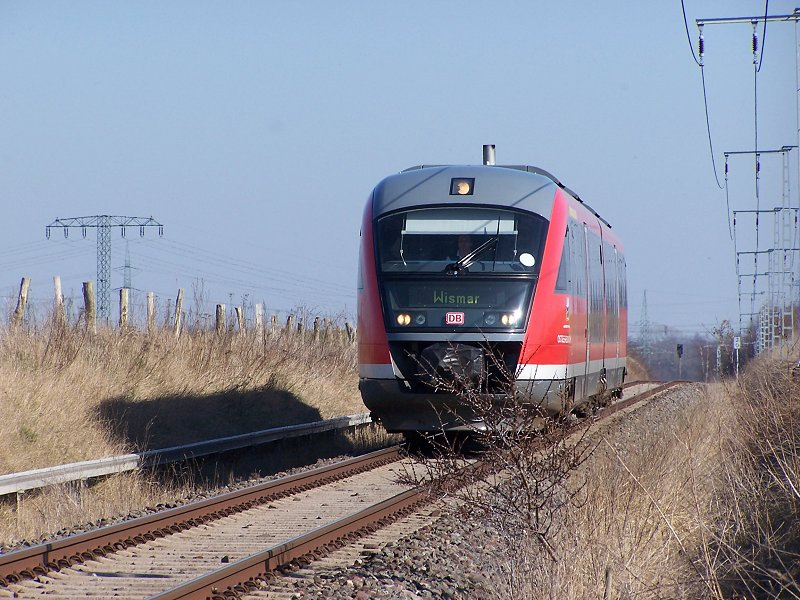
Train de la DB Regio Mecklenburg-Vorpommern

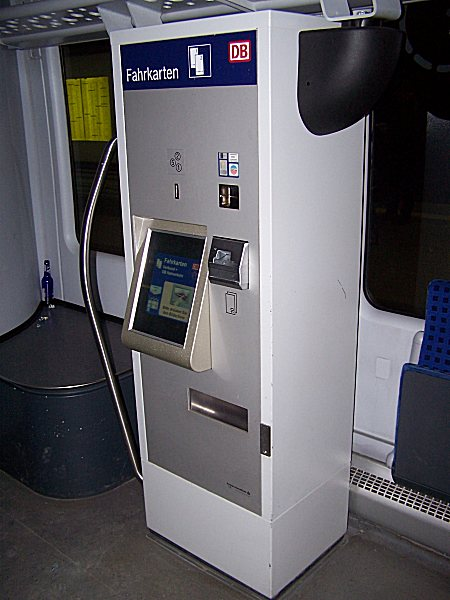
La DB a équipé l'ensemble des série 642 du dépôt de Rostock de distributeurs automatiques de titres de transport

En Autriche son équivalent est le Regionalzug. Il en va de même en Suisse, où le terme officiel est néanmoins Regio, et au Luxembourg, sous le nom de Regionalbunn.

## Allemagne

### Horaire et calendrier
Les Regionalbahn circulent principalement en horaire cadencé généralement 1 train par heure, plus rarement 1 par demi-heure ou 1 toutes les 2 heures. Ils desservent ainsi régulièrement toutes les gares et stations d'une ligne ferroviaire souvent en parallèle avec les S-Bahn qui auront tendance à desservir moins d'arrêts.
Certains de ces trains portent des noms. Par exemple la Mittelrheinbahn, (ligne moyenne du rhin), relie Cologne en Rhénanie-du-Nord-Westphalie à Mayence en Rhénanie-Palatinat via Coblence.

### Exploitation

#### Lignes principales
Sur la plupart des lignes principales, le trafic des Regionalbahn est pris en charge par la DB Regio filiale de la Deutsche Bahn. Sur ces lignes, les RB circulent souvent en alternance avec des Regional-Express (RE), qui eux, ne s'arrêtent qu'aux gares d'importance supérieure. Ici, les Regionalbahn peuvent parcourir des distances relativement longues, comme sur la Thüringer Bahn sur 165 km entre Halle et Eisenach.

#### Lignes secondaires
Sur de nombreuses lignes secondaires les Regionalbahn constituent la seule circulation ferroviaire existante.  Ces dernières années, nombre de ces lignes ont été attribuées à des entreprises privées puisqu'elles peuvent être opérées avec une flotte relativement restreinte de véhicules. À la suite des rachats par des entreprises privées ou des améliorations réalisées par la DB Regio dans le cadre de contrats de transport, une croissance significative a pu être atteinte grâce à des véhicules plus modernes et un service amélioré. Les entreprises privées roulent souvent sous leurs propres noms, le nom Regionalbahn n'est alors pas utilisé.  Il arrive de plus en plus souvent que des Regionalbahn ne s'arrêtent pas systématiquement à chaque arrêt, mais uniquement sur demande, via des boutons prévus à cet effet.  

### Matériel roulant
Le matériel roulant utilisé pour le trafic des Regionalbahn est très varié. À côté des Silberling rénovés et de leur pendant de l'Ex-RDA (Voiture voyageur type Halberstadt), on retrouve différents types de voiture à 2 niveaux ainsi que différents types de locomotives. Des rames automotrices sont aussi utilisées, telles que les DB série  425 et 426 ou des Stadler FLIRT. 
En général, sur les lignes non électrifiées, le trafic est assuré par des autorails de plusieurs types, tels que des Stadler Regio-Shuttle RS1, des Siemens Desiro, des Bombardier Talent, des Alstom LHB Coradia LINT, ou du matériel plus ancien tel que les DB série 628. 

### Services et Tarif
La vente de billets se fait soit en gare, où il faudra alors composter le ticket, soit directement à bord du train dans les distributeurs prévus à ces effets (ne concerne que certains  trains)   

## Autriche

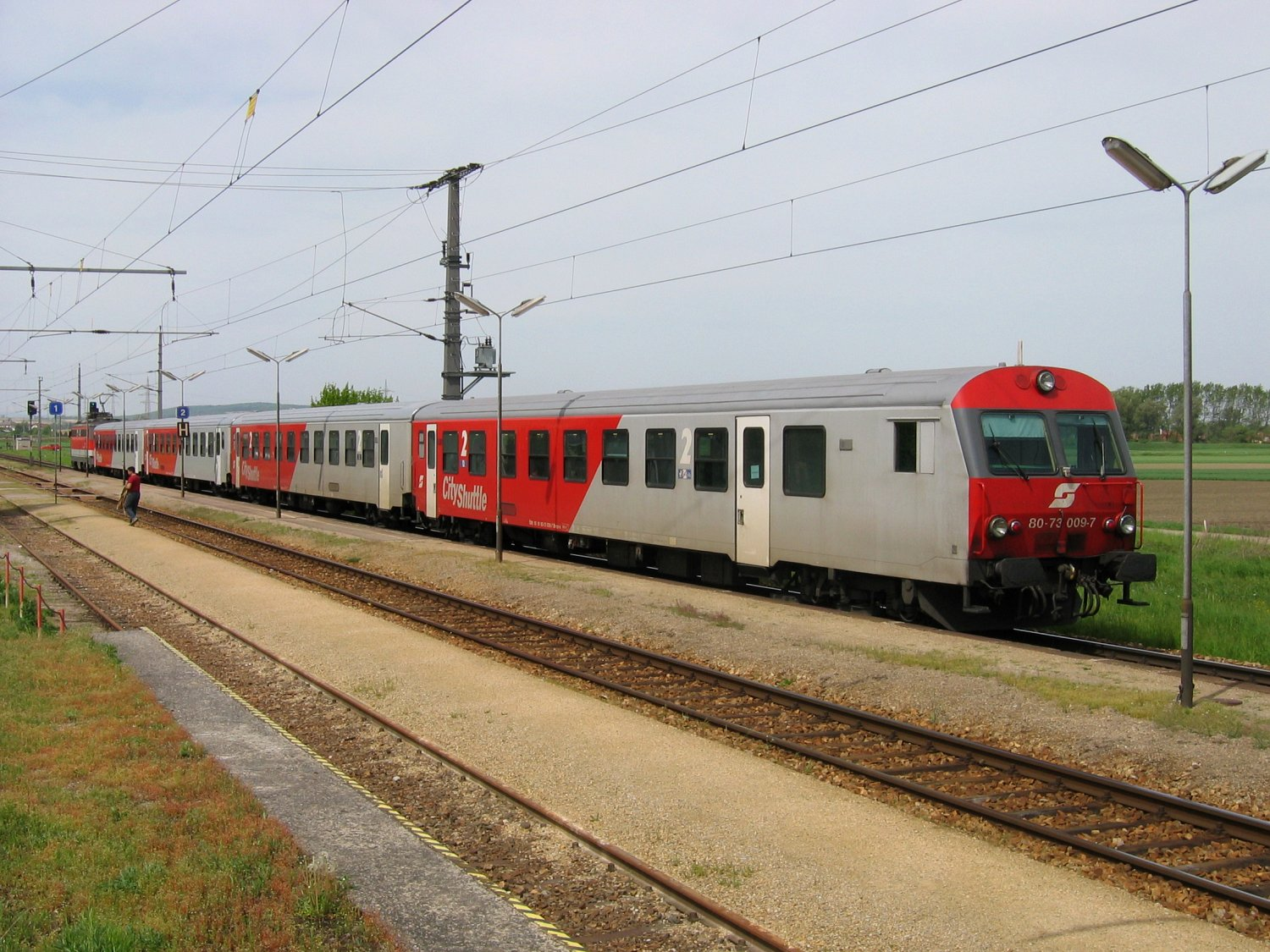
Un Regionalzug en Autriche

En Autriche, le Regionalzug (R) correspond au Regionalbahn allemand.  Les trains régionaux plus rapides, sont également ici dénommés Regional Express  (REX).

## Luxembourg

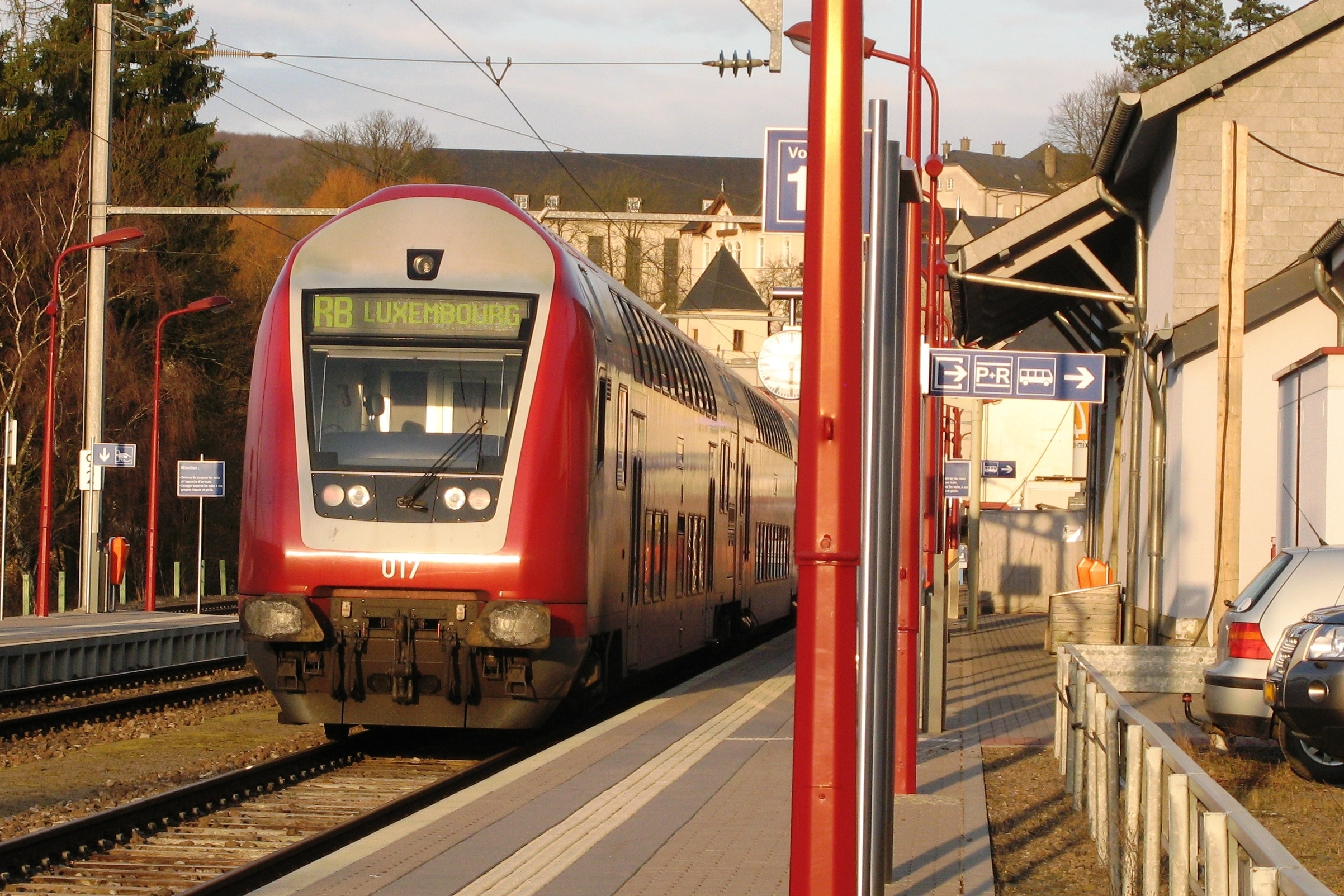
Un Regionalbunn au Luxembourg

Au Luxembourg, le Regionalbunn correspond également au Regionalbahn allemand. Les trains circulent en horaire cadencé, une fois par heure, desservant généralement toutes les gares.

## Suisse
En Suisse, le terme Regionalzug (aussi train régional et treno regionale) désigne les trains voyageurs omnibus (en allemand Bummler qui desservent tous les arrêts.
À la suite de la réforme de 2004, le terme officiel devient Regio, facilement prononçable dans les différentes langues parlées en Suisse. Il est à noter aussi que de nombreux trains régionaux ont été convertis en S-Bahn.